# Réserve marine du Levante de Majorque-Cala Rajada
La Réserve marine du Levante de Majorque-Cala Rajada est une aire marine protégée créée sur l'île Majorque sur les Îles Baléares en 2007,.

## Description
Elle couvre une superficie de plus de 11 000 hectares d'eau de mer et d'eaux intérieures au nord-est de l'île de Majorque, entre le Cap de Ferrutx (ca) et la  crique de Cala Rajada. La zone côtière, composée de zones rocheuses et de falaises avec de nombreuses grottes sous-marines, est bordée de plages de sable blanc. 
Elle permet la régénération des ressources ciblées par l'activité de pêche traditionnelle de la zone. Cet espace marin abrite plus de 900 espèces en excellent état de conservation, principalement des algues, des poissons et des mollusques. La pêche sous toutes ses formes est donc interdite. La plongée avec tuba, quant à elle, est autorisée et fortement recommandée. Elle a été déclarée réserve marine par le Ministère de l'Agriculture le 9 juillet 2007.

## Flore et faune
La zone nord-ouest est caractérisée par la présence uniforme d'une vaste et dense prairie de Posidonia oceanica sur le fond rocheux, à côté de bancs de coralligène et de maërl très structurés et bien conservés.
La zone nord-est présente une alternance de bancs meubles avec des parcelles dispersées de Posidonia oceanica, de bancs sableux très développés devant les plages et des bancs détritiques et pré-coralligènes côtiers.
Les herbiers de posidonie sont des zones d'éclosion pour de nombreuses espèces d'intérêt halieutique. On y trouve des poissons comme mérou brun (Epinephelus marginatus), la rascasse rouge(Scorpaena scrofa) et le corb (Sciaena umbra), mis aussi des crustacés comme la langouste rouge (Palinurus elephas), la cigale de mer méditerranéenne (Scyllarides latus) et le homard européen (Homarus gammarus). 
Les fonds meubles abritent des espèces emblématiques comme la grande nacre (Pinna nobilis) et le rason (Xyrichthys novacula).